# 渡部橋
渡部橋（わたべばし）は、新潟県燕市渡部の大河津分水路に架かる新潟県道2号新潟寺泊線の橋長383.6 m（メートル）のトラス橋・桁橋。

## 概要
- 形式 - 鋼3径間単純合成鈑桁橋3連+鋼3径間連続下路トラス橋+単純合成鈑桁橋2連
- 橋格 - 第1種 (TL-20) + 雪 (100 kg/m2)
- 橋長 - 383.600 m
  - 支間割 - 38.100 m+38.500 m+39.600 m+（55.920 m+74.560 m+55.920 m）+38.500 m+38.100 m
- 幅員
  - 総幅員 - 6.700 m
  - 有効幅員 - 6.000 m
  - 車道 - 6.000 m
  - 歩道 - なし
- 総鋼重 - 463.833 t
  - トラス部 - 238.758 t
- 床版 - 鉄筋コンクリート
- 施工 - 宮地鐵工所[注釈 1]（上部工）・鹿島建設・氏田組（下部工）
- 架設工法 - トラッククレーン工法・ケーブルエレクション工法

橋のすぐ下流には大河津分水路の河床勾配を安定させるための石港床留が設置されている。

## 歴史
信濃川の洪水を日本海に直接放流するために掘削された人工河川で、1922年（大正11年）に通水した大河津分水路に架かる橋として先代の橋が1919年（大正8年）4月に橋長374 m、幅3.7 mの木造土橋が架橋された。
新潟県により架替に着手され、上部工が1967年（昭和42年）8月から1968年（昭和43年）8月の工期で宮地鐵工所によって施工され、1969年（昭和44年）11月1日に永久橋となる鋼トラス橋の新橋が開通した。